# Dornecy
Dornecy ist eine französische Gemeinde mit 457 Einwohnern (Stand 1. Januar 2022) im Département Nièvre in der Region Bourgogne-Franche-Comté. Sie gehört zum Arrondissement Clamecy und zum Kanton Clamecy. Die Einwohner werden Dornecycois genannt.

## Geographie
Dornecy liegt etwa 39 Kilometer südlich von Auxerre an der Mündung der Armance in die Yonne. Nachbargemeinden von Dornecy sind Armes im Norden und Nordwesten, Lichères-sur-Yonne im Norden, Asnières-sous-Bois im Nordosten, Brèves im Süden und Osten, Villiers-sur-Yonne im Süden und Südwesten sowie Chevroches im Westen.

## Bevölkerungsentwicklung
| Jahr                       | 1962 | 1968 | 1975 | 1982 | 1990 | 1999 | 2006 | 2018 |
| Einwohner                  | 604  | 610  | 616  | 608  | 554  | 561  | 553  | 472  |
| Quellen: Cassini und INSEE |      |      |      |      |      |      |      |      |

## Sehenswürdigkeiten

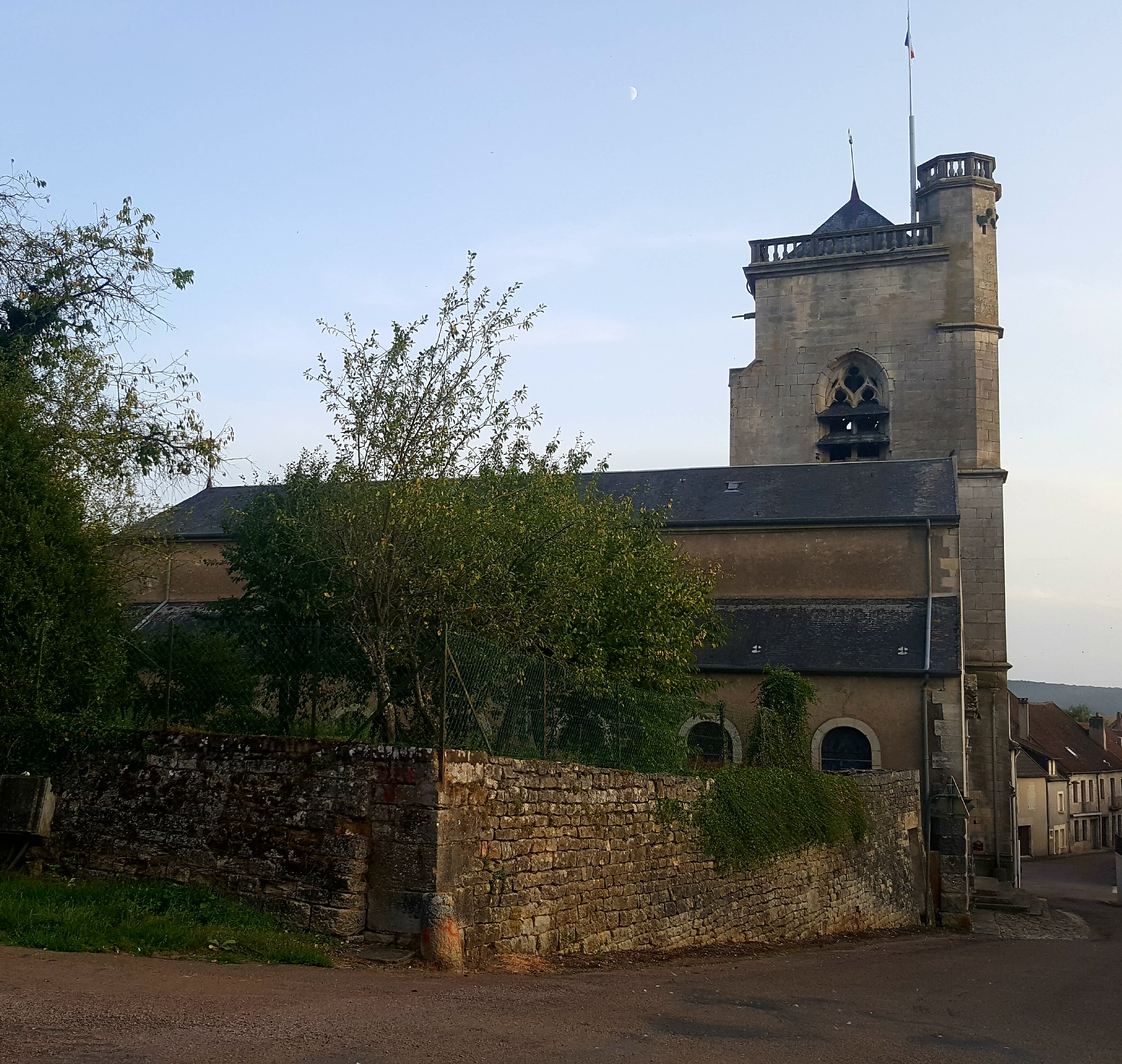
Kirche Saint-Martin

- Kirche Saint-Martin, 1833 wiedererrichtet
- Schloss Léger
- Schloss Le Douée

## Persönlichkeiten
- Hippolyte Marié-Davy (1820–1893), Meteorologe, Chemiker und Erfinder